# Agathia pauper
Agathia pauper är en fjärilsart som beskrevs av W. Warren 1904. Agathia pauper ingår i släktet Agathia och familjen mätare. Inga underarter finns listade i Catalogue of Life.